# 本土運動
本土运动（直译：「人民运动」），是一项始于19世纪后半叶并延续至纳粹德国时期及以后的德国民族主义运动。其概念根植于“血与土”，且与有機體說、科學種族主義、民粹主義、农业主义、浪漫民族主义及反犹太主义有关。

## 特征和目标
该运动是一种异质的民族主义-改良主义抗议运动，其性质与综摄的人民主义世界观相吻合。这一运动的主要参与者是男性新教徒，其社会背景主要为市民阶层，尤其由传统中产阶级和新兴中产阶级所构成。
该运动在人种意识形态（反犹、反斯拉夫、反吉普赛、反罗曼人）的基础上，追求一种反平等、军国主义、男性中心的社会结构。这种社会结构将按照法团国家主义分化组织，并应建立在“日耳曼-基督教”或新异教的“本民族”宗教基础之上。在许多情况下，该运动的目标是在日耳曼意识形态价值体系下，建立一个中欧的“种族国家”或泛日耳曼的国家联盟。
人民主义世界观的核心，是对一种本民族的宗教的诉求——即一种符合某一特定种族与民族本质的信仰体系。鉴于该运动在意识形态和组织结构上的异质性，它并未形成统一的宗教信念，而是展现出多种不同的宗教构想，范围从雅利安化和日耳曼化的基督教，到完全拒斥基督教并尝试复兴所谓前基督教时代的日耳曼信仰形式不等。有的同时还吸收了秘密宗教的元素。
人民主义宗教社群的驱动力，主要是对一种本土、不受外来影响扭曲的民族文化的追求，而非真正要恢复异教的日耳曼神祇世界。这一探索常与寻找本民族的神祇与英雄传说、日耳曼神话紧密相关，同时也伴随着对日耳曼文化遗产如如尼字母和《埃达》的重新评价。
选择完全拒斥基督教的人民主义者只占极少数。信奉日耳曼神明和德意志信仰的社群属于本土运动的边缘群体，且规模都很小。例如，其中最大的一支是路德维希·法伦克罗格领导的日耳曼信仰团体，在一战初期其成员也只有120—150人。更大一部分人民主义者则继续信奉基督教（新教）。其中人数较多的是试图将基督教日耳曼化或“去犹太化”的方向。
在德意志基督徒的观点中，基督并非犹太人，而是雅利安人。基督教的起源被追溯到（印度-）日耳曼的原始宗教。基督教被视为一种最初的雅利安宗教，契合日耳曼与德意志民族的本质，其雅利安特性必须得到维护，并应清除其中的外来影响。
本土运动中还包括约尔格·兰茨·冯·利本费尔斯创立的折衷主义学说雅利安秘学，其中除种族主义外还融入了神秘主义元素。这一思想也影响了鲁道夫·冯·塞博滕多夫于一战结束时创立的图勒学会所持的意识形态。英国神秘主义学者尼古拉斯·古德里克-克拉克在更广泛的意义上使用“雅利安秘学”一词，指代本土运动中那些受神秘主义影响的思想流派。
后来，纳粹党试图将自己塑造为本土运动的核心动力，以突出其世界观的原创性。正如《我的奋斗》中所写：“如今所有可能的协会、小团体、组织和所谓的‘大党派’都声称自己代表‘人民主义’，这本身就是民族社会主义运动所起作用的结果。”在整个纳粹德国时期，纳粹党的党报一直名为《人民观察家报》。

## 历史研究中的定义
在历史学界，“人民主义”一词一方面被用作一个总称，用以指代自19世纪90年代以来在德国逐渐形成的、带有民族主义与反犹主义色彩的政治和文化右翼力量。例如，乌韦·普施纳及其作者团队在《本土运动手册》（1996）就使用了这一概念。普施纳认为，本土运动的独特性在于其将民族主义与种族主义同宗教改革思想相结合的方式。
另一方面，也才在一种更狭义的定义，即将本土运动视为激进右翼的一个子现象。斯特凡·布罗伊尔认为，本土运动起源于德意志帝国时期的反犹主义。此外，中产阶级意识形态、右翼民族主义和部分反现代主义（即拒绝“大众民主”，却接受“资产阶级自由主义的现代性”）也是人民主义者的特征。然而，种族主义和反犹主义并非仅限于人民主义者，在其他政治领域中也同样存在。其最终目标时建立一个种族上封闭、民族上统一（即“德意志民族”）的人口结构，并据此构建一个以种族为基础的民族国家。种族主义和反犹主义立场正是为这一目标服务的。
托马斯·格雷费则认为，激进民族主义的净化幻想以及反犹主义，是所有相互竞争的人民主义团体和意识形态构想之间的共同核心。在其研究的第一部分中，他追溯了德意志帝国时期本土运动的产生与发展。不过，他所称的本土运动，实际上正是历史研究中通常被定义为反犹主义运动的那部分。
这些学者的共同之处在于：他们都将本土运动定义为一种具有种族主义和反犹主义性质的运动。

## 发展

### 形成与初期发展
在19世纪90年代首批人民主义组织（如1894年创立的德意志同盟）成立之后，自世纪之交起，本土运动在德国逐渐成形，并于有组织的民族主义，特别是泛德意志同盟展开密切互动，成为一个在出版和宣传方面都颇为活跃的松散联合运动。这一运动不仅与奥地利的泛德意志联盟在理念、人员和组织机构上密切相关，也与自19世纪80年代出现的资产阶级改革运动以及反犹主义的诸多小党派保持着频繁的交流和互动。本土运动内部的各种团体，在其政治、社会和文化目标上，以及在组织形式和成员数量上，都有着极大的差异。从世纪之交开始，涌现出大量人民主义-宗教性质的社团、联盟和兄弟会，其中分化出倾向德意志基督教的派别和新异教方向的派别。人民主义者的重要出版物包括汉斯·冯·沃尔措根主编的《拜罗伊特通讯》、特奥多尔·弗里奇的杂志《铁锤》，以及威廉·施瓦纳的《人民教育者》。围绕这些期刊形成了类似阅读社群的组织，如国家铁锤联盟。
尽管在一战前夕曾尝试建立一些统一的联合组织，但这并未改变本土运动内部的分裂局面，其成员数量任然有限。然而，通过诸如德意志民族商业员工协会、大学生社团和联谊组织、青年运动的传播，以及保罗·德·拉加德、尤利乌斯·朗本和休斯顿·斯图尔特·张伯伦等人影响广泛的著作，人民主义思想在1914年以前已在社会上产生了相当广泛的影响。

### 从世纪之交到一战结束

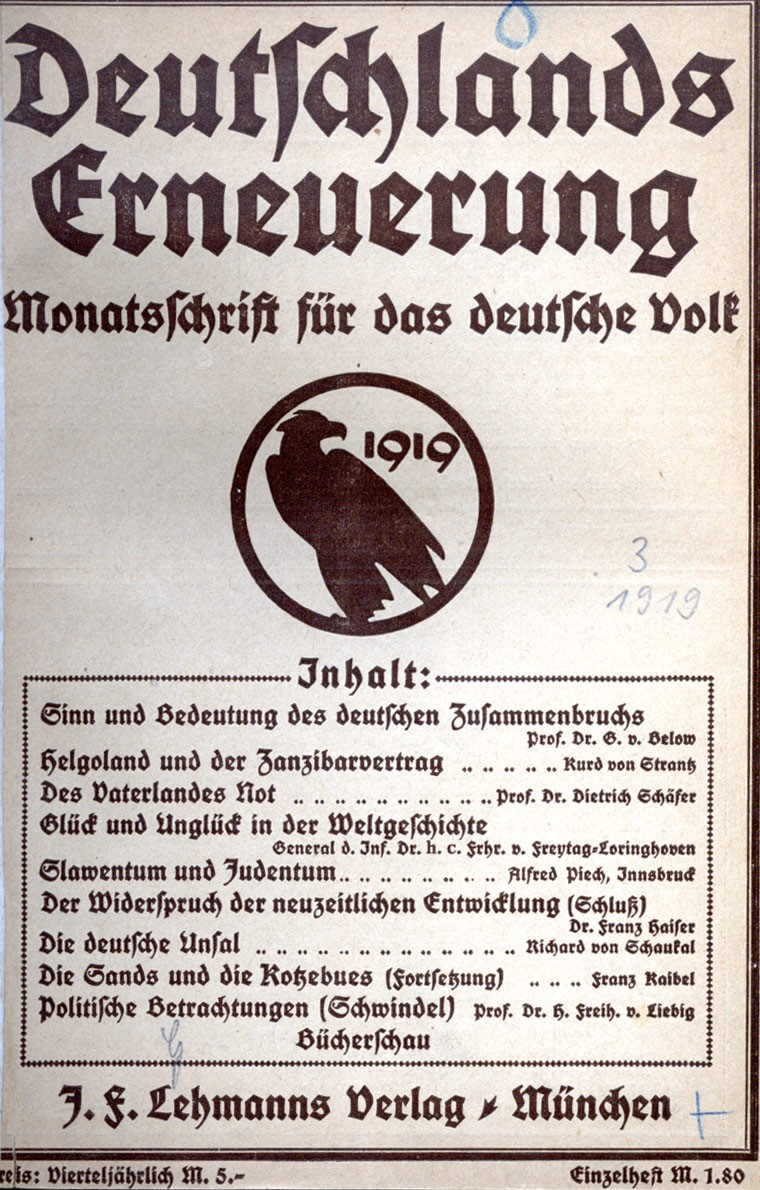
《德国的重生：德意志民族月刊》的封面，1919年。撰稿人包括格奥尔格·冯·贝洛、胡戈·冯·弗莱塔格-洛林霍芬、汉斯·冯·利比希、迪特里希·舍费尔、理查德·冯·绍卡尔等人

一战爆发导致了本土运动重要性的下降：许多人民主义的出版物遭到了预防性审查，并被多次禁止出版，例如《铁锤》《德意志人民报》和《公民报》等。尽管战争正在进行，人民主义者的主要关注点依然集中在所谓的“内部敌人”身上。随着战争的推进，德国的政治焦点逐渐转向外交政策，而人民主义者在这一方面几乎没有提出任何独立的主张。即使有关于德国外交方向的设想，也多是自相矛盾、难以达成共识的。因此，在第一次世界大战中，人民主义者转而寻求与传统民族主义的联合。

### 魏玛共和国和纳粹德国

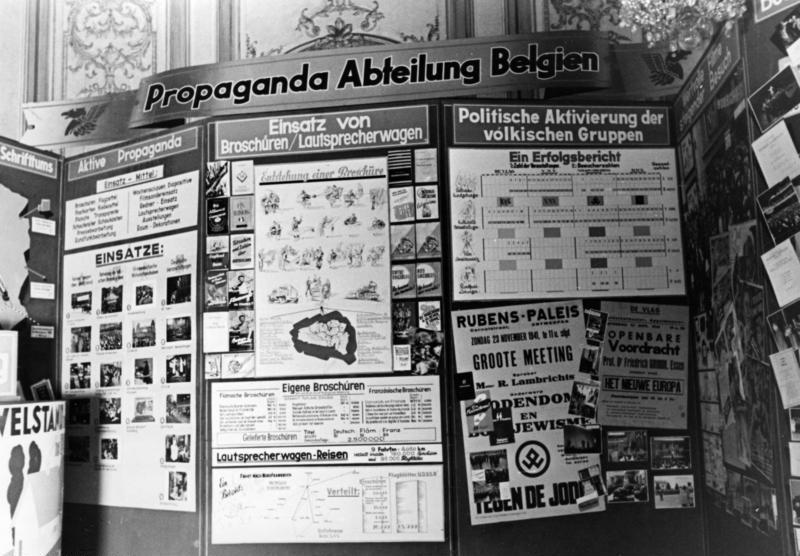
„Politische Aktivierung der völkischen Gruppen“ als eines der angepriesenen politischen Mittel im besetzten Belgien auf einer Wandtafel in einer Ausstellung über die Arbeit der Propaganda-Abteilung Belgien, ca. Dez. 1941 / Jan. 1942

人民主义者拒斥一切在魏玛共和国被称为“进步”的事物，他们既反对左翼政党的马克思主义，也反对民主制度。尽管人民主义者在公开场合谴责政治暴力，但他们却与右翼准军事组织保持联系，参与了卡普政变和希特勒的啤酒馆政变，并牵涉到一些暗杀和惩戒谋杀事件之中。除了政治体制的变革外，退伍军人大量涌入大量涌入人民主义组织，也可能促成了本土运动的激进化。
1918年之后，人民主义组织及其支持者的数量一度明显增长。1919—1923年，德意志民族保护与抵抗同盟一度成为一个具有影响力的人民主义团体联合体，一些人民主义者该进入了各地区议会和国会。然而，自1924/25年起，由于其结构性缺陷，这一运动逐渐被意识形态上相近的民族社会主义边缘化——后者日益成为激进右翼的新归宿。在这段时间，尤其是在纳粹党重新成立后，人民主义者与纳粹党之间的矛盾日益凸显。这种矛盾往往表现为老一代人民主义者和年轻纳粹党人之间的代际冲突。尽管如此，两者在意识形态上有着密切的共通之处。二者之间最明显的人员交叉体现在1926年成立的农业者联盟定居运动中。
虽然一些人民主义组织和领导人物以不同程度同民族社会主义接轨，大多数人民主义者也对将政权移交给希特勒表示欢迎，但自1933年起，那些继续存在的人民主义组织及其领导层迅速失去了影响力。个别组织被纳入纳粹体制中；大多数则自行解散，或在战后被盟军取缔前就已陷入名存实亡的“幽灵状态”。许多原本的人民主义支持者到1945年时，已转而支持纳粹德国血与土的犯罪意识形态。

### 1945年后
1945年后，尽管有一些重建人民主义组织的零星尝试，但基本都以失败告终，只有极少数人民主义宗教支流中的新异教小团体存续至今，例如“德意志信仰团体”和日耳曼信仰艺术共同体（已于2023年被查禁）等组织存续至今。
人民主义宗教与世界观的某些残余，不仅存在于这些德国的新日耳曼异教团体中，也渗透进国际新异教运动，与其他来源的意识形态混合，并以多种形式间接传播，往往已难以辨认出其人民主义本源。这些人民主义思想残余并与局限于小众亚文化群体，而是通过媒体传播而实现了更广泛的社会影响，借助流行文化类型的传播而普及。文学学者斯特凡尼·冯·施努尔拜因认为，这种现象也可以在J·R·R·托尔金的《魔戒》模式影响下的奇幻文学作品中找到体现。她以美国作家斯蒂芬·格伦迪的畅销小说《莱茵之金》为例，说明了这一趋势。
本土运动的一些意识形态元素也出现在国际极右翼运动中，例如泛日耳曼异教阵线等组织中，有时也出现在各种另类运动或亚文化中，比如阿萨信仰中的人民主义分支。尽管多个新异教的阿萨信仰团体明确拒绝与民族社会主义和新纳粹主义建立联系，但这并不意味着不会有来自人民主义传统的元素在其内部传播。
人民主义的“右翼神秘主义”的神秘传统目前也被一些极右翼团体用来为其种族主义立场提供合法性。例如，在梅克伦堡-前波美拉尼亚州，有极右翼分子引用历史上的农业者联盟作为参考。同样，在新民谣和异教金属等音乐流派中，也经常使用人民主义的元素拼贴。
2016年，时任德国选择党主席弗劳克·佩特里在接受《星期日世界报》采访时呼吁，应将“völkisch”（人民主义的）一词从其与民族社会主义的历史关联中解脱出来，并赋予其积极含义。她对《杜登词典》中对该词的定义（“民族社会主义的，在民族社会主义的种族主义意识形态中使用的”）表示不满，认为这种定义给该词带来了负面背景。佩特里表示，这一术语遭到了社会的“禁忌化”，但“völkisch”本质上不过是“Volk”（民族、人民）的形容词形式而已。

## 评价
- 第二次世界大战后，德国历史学家弗里德里希·梅尼克将这一运动称为希特勒獨裁的前奏曲。[1]